# Glutnițite, Gabrovo
Glutnițite (în bulgară Глутниците) este un sat în comuna Treavna, regiunea Gabrovo,  Bulgaria. 

## Demografie
Componența etnică a satului Glutnițite
     Nicio identificare (100%)
     Altele (0%)
La recensământul din 2011, populația satului Glutnițite era de 2 locuitori. . Pentru 100% din locuitori nu este cunoscută apartenența etnică.